# Hericiaceae
Hericiaceae Donk, 1964 è una famiglia di funghi basidiomiceti appartenente all'ordine Russulales.

## Generi di Hericiaceae
Il genere tipo è Hericium Pers., 1764, altri generi inclusi sono:
- Creolophus
- Dentipellis
- Laxitextum